# James J. Archer
James Jay Archer (19. december 1817 – 24. oktober 1864) var en advokat og officer i De Forenede Staters hær under den Mexicansk-amerikanske krig. Senere var han general i Sydstaternes hær under den amerikanske borgerkrig. Da han blev taget til fange i Slaget ved Gettysburg var han den første general der var blevet fanget fra general Robert E. Lees Army of Northern Virginia.

## Tidlige år og karriere
Archer blev født i Bel Air i Maryland, af John og Ann Stump Archer, en velhavende militær familie. Han tog sin eksamen fra Princeton University i 1835 inden han besøgte Bacon College i Georgetown, Kentucky.
Han fik øgenavnet "Sally" på Princeton på grund af hans skrøbelige og beskedne fysik. Han læste jura på University of Maryland og bestod eksamen til advokatsamfundet. Han etablerede derefter en succesfuld advokatpraksis. Da den Mexicansk-amerikanske krig brød ud meldte han sig frivilligt som kaptajn og deltog i en række slag. Han blev omtalt for sit mod i slaget ved Chapultepec og fik midlertidig rang af major.
Efter krigen i Mexico flyttede Archer til Texas i 1848, og blev såret der i en duel med Andrew Porter. Hans sekundant var Stonewall Jackson. Efter at være vendt tilbage til Maryland genoptog Archer sin advokatpraksis, men i 1855 besluttede han at søge ind i den regulære hær som kaptajn i 9. US infanteri, hvor han gjorde tjeneste ved den nordlige Stillehavsregion. Archer blev aldrig gift.

## Indsats i borgerkrigen
Da borgerkrigen brød ud i 1861 var Archer udstationeret på Fort Walla Walla i Washington Territoriet. Han trådte ud af hæren den 14. maj og tog til Sydstaterne, hvor han sluttede sig til den konfødererede hær som kaptajn i den provisoriske hær. Han blev kort efter udnævnt til oberst for 5. Texas infanteriregiment i brigaden der var organiseret af den tidligere senator fra Texas Louis T. Wigfall. Efter at brigadegeneral John Bell Hood havde overtaget kommandoen kæmpede han i Peninsula kampagnen i Virginia. Archer udmærkede sig i slaget ved Eltham's Landing og slaget ved Seven Pines, men blev aldrig populær blandt texanerne, som syntes at han var en "tyran".
Han blev forfremmet til brigadegeneral den 3. juni 1862 og fik i starten kommandoen over tre regimenter fra Tennessee efter at lederen af brigaden, Robert H. Hatton, var blevet dræbt ved Seven Pines. Senere i juni sluttede Archers brigade sig til fem andre og dannede den "Lette Division" under generalmajor A.P. Hill. Der blev snart tilføjet yderligere to regimenter til Archers brigade, som kæmpede godt i Syvdagesslaget, i Slaget ved Cedar Mountain og Andet slag ved Bull Run, hvor hans hest blev dræbt under ham Hans mænd døbte ham "Den lille kamphane" på grund af hans spinkle bygning og indædte holdning i kamp.
Under Marylandkampagnen i september 1862 var Archer syg, hvilket tvang ham til at lede sin brigade fra en ambulance, da han var for syg til at ride. Hans mænd gennemførte en forceret march fra Harpers Ferry og ankom i Sharpsburg på venstre flanke af Unionens 11. Korps. I et indædt angreb drev Archer fjenden tilbage og generobrede et konfødereret artilleribatteri. Tre dage senere i Slaget ved Shepherdstown anførte Archer og brigadegeneral William Dorsey Pender et angreb som drev en forfølgelsesstyrke fra Unionen tilbage over Potomac-floden, hvilket gav Lees hær mulighed for at slippe bort ind i Virginia. Trods hans fortsat dårlige helbred bidrog Archers lederskab til sejrene i slagene ved Fredericksburg og Chancellorsville.
Under Gettysburg kampagnen i 1863 fortsatte Archers helbred med at blive dårligere som følge af lange marcher i sommervarme og fugtighed. Hans brigade var nu en del af generalmajor Henry Heths division. Da de ankom til Gettysburg den 1. juli kom Archers tropper i kamp med Unionskavaleri under John Buford. Kampen varede i over to timer inden de blev udsat for et modangreb fra hurtigt ankommende Unionsinfanteri, herunder den berømte Iron Brigade. Archers mænd var formentlig dem som dræbte unionsgeneralen John F. Reynolds (den præcise årsag til Reynolds' død er omstridt), men blev snart presset tilbage over vandløbet Willoughby Run, hvor den udmattede Archer søgte dækning i en tykning. En unionssoldat, menig Patrick Maloney fra 2. Wisconsin, tog Archer tilfange og eskorterede ham tilbage bag fjendens linjer, hvor han kort mødte en gammel kollega, generalmajor Abner Doubleday. Archer blev den første general, der blev taget til fange fra Army of Northern Virginia efter at General Lee havde overtaget kommandoen. Birkett D. Fry overtog kommandoen over Archers Brigade og førte den under Pickett's Charge, mens Archer og hans yngre bror og aide-de-camp Robert Harris Archer (1820–1878) blev sendt til Fort Delaware som krigsfange.
Archer blev sammen med mange andre officerer, der blev taget til fange ved Gettysburg sendt til krigsfangelejren Johnson's Island ved bredden af Lake Erie. Her blev hans helbred hurtigt dårligere, da han blev udsat for det barske klima i Ohio. Han skrev et brev til det konfødererede krigsministerium hvori han gik ind for et komplot der skulle overmande vagterne, men konspiratorerne havde brug for hjælp fra regeringen for at kunne komme hjem.
Efter et ophold på næsten et år blev han sammen med 600 officerer fra forskellige fængsler sendt til Fort Delaware, i overensstemmelse med plan om at udskibe dem til Morris Island i South Carolina, et sted der var under konstant beskydning fra konfødererede kanoner. Archer og de andre skulle være gidsler for at forhindre yderligere beskydning. Denne plan blev aldrig ført ud i livet.
Archer blev endelig udvekslet i slutningen af sommeren 1864 og vendte tilbage til hæren. Den 9. august blev han beordret til at melde sig til Army of Tennessee under Hood i Atlanta, men denne ordre blev tilbagekaldt 10 dage senere, muligvis på grund af hans dårlige helbred. Han rejste til Petersburg i Virginia for at lede sin gamle brigade og deltog kort under Belejringen af Petersburg inden hans helbred endeligt brød sammen efter Slaget ved Peebles' Farm. Han døde i Richmond, Virginia, og blev begravet på Hollywood Cemetery.

## Eksterne links
- Fotogalleri af Archer Arkiveret 8. februar 2008 hos  Wayback Machine